# Alfredissimo!

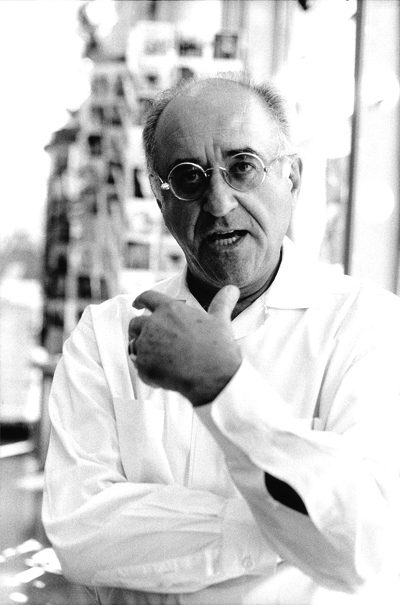
Alfred Biolek (2004)

Alfredissimo (eigene Schreibweise: alfredissimo!) war eine von Alfred Biolek moderierte Kochsendung, die zwischen 1994 und 2007 vom WDR produziert wurde. In jeder Sendung kochte Biolek mit (meist) jeweils einem Prominenten. Die Sendung wurde erstmals am 27. Dezember 1994 ausgestrahlt, die letzte Sendung am 28. April 2007.

## Inhalt
Alfred Biolek und sein Gast bereiteten jeweils ein oft einfaches Gericht zu, das zum Nachkochen animieren sollte. Dabei unterhielten sie sich nicht nur über die Zubereitung des Essens und tauschten Küchentipps aus, sondern es wurde auch über das Leben und die Karriere des Prominenten gesprochen.
Zum Markenzeichen der Sendung sind die Weinprobe während des Kochens sowie die sich häufig wiederholenden Küchentipps wie „Pfeffer nur aus der Mühle“ des Gastgebers geworden. Der Pfeffer wurde stets durch eine übergroße schwarze Pfeffermühle (die Biolek von Hella von Sinnen geschenkt bekam) ins Essen gemahlen.
Die „Mhmmm“-Skala als Qualitätsmaß für ein Gericht hatte mit der Zeit eine solche Bekanntheit erreicht, dass Biolek sie später nur noch sparsam und mitunter selbstironisch einsetzte. Die Kücheneinrichtung war identisch mit seiner privaten Küche, um den Ablauf der Zubereitungen zu erleichtern – die ersten Sendungen wurden in Alfred Bioleks privater Küche gedreht.
Biolek beschreibt das Vorgehen wie folgt, dass ein Team den Gast Monate vorher besucht und ein Interview mit diesem geführt habe, welches auf Tonband aufgezeichnet wurde. Dieses hörte Biolek sich an und konnte sich so auf die Sendung vorbereiten. Dieses Vorgehen habe er auch bei der Talkshow Boulevard Bio angewandt. Der Gast schlug in diesem ein Rezept vor, welches (sofern in der Sendezeit geeignet) mehrfach von einem Team nachgekocht wurde, um es in der Sendezeit von 30 Minuten dem Zuschauer möglichst einfach darzustellen. Ein Kochexperte habe während der Aufzeichnung dabei gestanden und ggf. Karten mit Anweisungen hochgehalten.
Hinzu kamen einige Sondersendungen, die in den privaten Küchen der Prominenten gedreht wurden – diese hatten den Zusatztitel „Die Gegeneinladung“. Die erste „Gegeneinladung“ erfolgte im Privathaus des deutschen Musikkünstlers James Last im US-Bundesstaat Florida, die am 25. März 2005 erstmals ausgestrahlt wurde.

## Ausstrahlung
Die ersten vier Folgen wurden 1994 nachmittags zwischen Weihnachten und Silvester gezeigt. Danach wurden die Folgen ab 1995 jeweils am Freitag Nachmittag und ab 24. September 2005 samstags im ersten Programm der ARD ausgestrahlt. Die Sendung wurde mehrfach in den Dritten Programmen und den Digitalprogrammen der ARD (EinsPlus und one) wiederholt.
Seit dem 22. März 2023 werden die Folgen wöchentlich auf dem offiziellen YouTube-Channel alfredissimo! veröffentlicht und dauerhaft als VoD angeboten.

## Trivia
- Die 1. Folge, die produziert wurde, war mit Franca Magnani (auch wenn sie später ausgestrahlt wurde). Diese wurde sehr aufwendig im Frühjahr 1994 in der Privatküche von Alfred Biolek gedreht.[6][7]
- Der Arbeitstitel der Kochsendung lautete „Man nehme“.[8]
- Es war nicht nur möglich, die Rezepte der einzelnen Sendungen durch Einschicken eines adressierten und frankierten Rückumschlags per Post zu erhalten, sondern es gab auch mehrere Bücher zur Sendung, die es bis in die Bestenlisten schafften und immer wieder neu aufgelegt wurden.
- Weitere Artikel, die im Zusammenhang mit der Sendung entstanden, waren Pastateller, Geschirrtücher, diverse Gläser, Gewürzmühlen und eine eigene „Die Alfred Biolek Küche“. Diese Küche enthielt Elemente, wie den freistehenden Herd, einen Backofen auf Augenhöhe und das berühmte „Bio-Loch“ (integrierter Mülleimer mit Deckel in der Arbeitsplatte). Diese Küche stellte Alfred Biolek in der 100. Folge der Die Harald Schmidt Show vor (15. Mai 1996).[9]
- Die 333. Folge wurde im Oktober 2003 aufgezeichnet, die finale 459. Folge im September 2006.[10]

## Gäste und Gerichte

### 1994
| Erstausstrahlung | Gast                | Gericht des Gastes                                                           | Gericht von Alfred Biolek               |
| ---------------- | ------------------- | ---------------------------------------------------------------------------- | --------------------------------------- |
| 27. Dez. 1994    | Marianne Sägebrecht | Ente bayrisch-surinamisch                                                    | Serviettenknödel                        |
| 28. Dez. 1994    | Henry Maske         | Steckrübeneintopf                                                            | Schnittlauchsalat und ein Apfelragout   |
| 29. Dez. 1994    | Franca Magnani      | Gnocchi mit Pesto alla genovese, Salbeibutter und eine schnelle Tomatensauce | Alfred Biolek assistiert Franca Magnani |
| 30. Dez. 1994    | Hans Meiser         | Salzburger Nockerln                                                          | Blähhuhn                                |

### 1995
| Erstausstrahlung | Gast                                    | Gericht des Gastes | Gericht von Alfred Biolek |
| ---------------- | --------------------------------------- | --- | --- |
| 6. Jan. 1995     | Wencke Myhre                            | Steinbeißer in Folie und Norwegischer Eisberg | Graved Lachs mit Dill-Senfsauce |
| 13. Jan. 1995    | Ulrich Wickert                          | Käseplatte mit diversen französischen und deutschen Käsesorten                                                                                                  | Kaninchen provencal |
| 20. Jan. 1995    | Elke Koska & HA Schult                  | Jakobsmuscheln auf Christstollen mit Safran-Sauce | Safrantoast |
| 27. Jan. 1995    | Gerd Ruge                               | Schweinefleisch mit Gemüse im Wok | Entenbrustfilet mit Kaiserschoten |
| 3. Febr. 1995    | Wolfgang Völz                           | Putenleber in Jägersauce mit Reis | Zwiebelschnitzel und ein Dessert |
| 10. Febr. 1995   | Alice Schwarzer                         | Zitronenhuhn und Rote Beete in selbstgerührter Mayonnaise | Mousse aus Forellenfilets und als Dessert Vanilleeis mit heißen Himbeeren                                                                   |
| 17. Febr. 1995   | Die Prinzen                             | Wirsingrouladen mit vier verschiedenen Füllungen (Hackfleisch, Currywürste, Champignons sowie eine Füllung aus Reis mit Pinienkernen, Knoblauch und Petersilie) | Apfel-Tarte |
| 3. März 1995     | Barbara Rütting                         | Spinat-Hirse-Auflauf | Grießsoufflé mit Waldbeermischung |
| 17. März 1995    | Renan Demirkan                          | Mantı | Zucchini-Plätzchen mit selbstgemachtem Joghurt                                                                                              |
| 24. März 1995    | Karl Dall                               | Saunudeln | Bohnensuppe |
| 31. März 1995    | Rolf Sachs                              | Vichyssoise (Kalte Kartoffel-Lauchsuppe) | Lammkoteletts und Ratatouille |
| 7. Apr. 1995     | Nadja Tiller & Walter Giller            | Marillenknödel mit Kartoffelteig und spanische Kürbissuppe | Marillenknödel mit Topfenteig |
| 9. Apr. 1995     | Viktor Lazlo                            | Saltimbocca flambiert | Rucola-Salat mit Roastbeefscheiben |
| 21. Apr. 1995    | Rita Süssmuth                           | Pilchjes-Pfannkuchen | Salat |
| 23. Apr. 1995    | Blixa Bargeld                           | Sepia-Risotto (Risotto mit Tintenfischtinte) | Risotto Milanese und einen „Salat Olpe“ (ein Obstsalat mit Äpfeln, Orangen, Pampelmusen, Fenchel, rote Paprika, Walnussöl und Himbeeressig) |
| 1. Mai 1995      | Marlène Charell                         | Gefüllte Tomaten | Fischsuppe |
| 28. Mai 1995     | Jule Neigel                             | Borschtschsuppe | Fisch in Kohlblatt a la Japonese |
| 11. Juni 1995    | Bernd Weikl                             | Forellen in Rotwein | Shrimps mit Morcheln und Pfitzauf |
| 23. Juni 1995    | Friedrich Jahn                          | Backhähnchen | Hühnerbrustfilet indisch |
| 30. Juni 1995    | Maren Kroymann                          | Sauerampfersuppe | Lauwarmer Linsensalat mit Zanderfilet |
| 7. Juli 1995     | Ron Williams                            | Spareribs | Lauch mit Senf-Zabaione und Gigantensalat aus weißen Bohnen                                                                                 |
| 9. Juli 1995     | Alice & Ellen Kessler                   | Spaghetti alla Keka und Nudeln mit Steinpilzsauce | Spaghetti alla puttanesca |
| 14. Juli 1995    | Björn Engholm                           | Lachsterrine | Lauchtorte |
| 4. Aug. 1995     | Hellmuth Karasek                        | Lammkeule | Stangensellerie mit Käse, Kartoffelgratin                                                                                                   |
| 11. Aug. 1995    | Esther Schweins                         | Artischocken mit grüner Sauce | Toskanisches Platthuhn |
| 18. Aug. 1995    | Herbert Feuerstein                      | Couscous | Orangen-Avocado-Salat mit Shrimps |
| 25. Aug. 1995    | Helen Schneider                         | Seeteufel-Eintopf mit Gemüse, Kartoffeln und Pilzen | Griechische Tomaten mit Bohnencreme sowie gegrillte Paprikaschoten mit Sardellenmarinade                                                    |
| 1. Sept. 1995    | Heiner Geißler                          | Pfifferling-Pfanne | Maronencremesuppe |
| 8. Sept. 1995    | Petra Schürmann                         | Geräucherter Fisch, Spaghetti mit Knoblauchshrimps und Algen | Tagliatelle mit Shrimps in Currysahnesauce                                                                                                  |
| 15. Sept. 1995   | Reinhard Mey                            | Gemüsebrühe und Dessert „Errötendes Mädchen“ | Risotto mit Radicchio |
| 22. Sept. 1995   | Heidi Kabel                             | Birnen, Bohnen und Speck | Lammrücken und als Dessert Crème brûlée |
| 29. Sept. 1995   | Stefan Raab                             | Plumps-Säckchen | Schmortopf Mont Ventoux |
| 6. Okt. 1995     | Montserrat Caballé                      | Vegetarisch gefüllte Paprikaschoten | Gazpacho |
| 20. Okt. 1995    | Joschka Fischer                         | Spätzle | Kalbsgeschnetzeltes |
| 3. Nov. 1995     | Maria Hellwig & Margot Hellwig          | Spinatknödel | Palatschinken mit Aprikosen |
| 10. Nov. 1995    | Marion Kracht                           | Frühlingsrollen im Wok | Schokoladentorte |
| 17. Nov. 1995    | Wim Thoelke                             | Beduinenobst (Gericht aus Hackfleisch und Zwiebeln) | Gebratene Leberwurst auf Toast / Huhn mit Zwiebeln in Weißweinsauce                                                                         |
| 24. Nov. 1995    | Sissy Perlinger                         | Avocadocreme und Topinambur mit grünem Spargel und Karottencreme                                                                                                | Fischtopf |
| 1. Dez. 1995     | Hape Kerkeling                          | Parmigiana di melanzane (Parmesan-Auberginenauflauf) | Grießflammeri |
| 8. Dez. 1995     | Renate Schmidt                          | Rehrücken mit Blaukraut | Semmelknödel |
| 15. Dez. 1995    | Rosi Mittermaier & Christian Neureuther | Dampfnudeln | Vanillesauce und flambiertes Birnenkompott                                                                                                  |
| 22. Dez. 1995    | Christiane Herzog                       | Fischpudding mit Krabbensauce | Zimtparfait mit Rotweinpflaumen |
| 29. Dez. 1995    | Jürgen von der Lippe                    | „Indischer Reistraum“ sowie Rinderfilet mit Gemüse im Wok | Grüner Spargelsalat |

### 1996
| Erstausstrahlung | Gast                         | Gericht des Gastes | Gericht von Alfred Biolek                                                                                            |
| ---------------- | ---------------------------- | --- | --- |
| 5. Jan. 1996     | Marie-Luise Marjan           | „Hühnerfrikassee à la Lindenstraße“ | Rote-Beete-Feldsalatmischung mit Walnüssen und Walnussöl                                                             |
| 12. Jan. 1996    | Rainer Brüderle              | Backesgrumbeere | Gulasch „Mama Biolek“                                                                                                |
| 19. Jan. 1996    | Nana Mouskouri               | Tiropitas mit Blattspinat und Feta-Käse | Schwertfisch nach griechischer Art                                                                                   |
| 26. Jan. 1996    | Wolf Uecker                  | Beide kochen gemeinsam eine Entenbrust mit Honigsauce und mit Preiselbeersauce sowie Lauchzwiebeln in Burgundersauce                                                                                       | Beide kochen gemeinsam eine Entenbrust mit Honigsauce und mit Preiselbeersauce sowie Lauchzwiebeln in Burgundersauce |
| 2. Febr. 1996    | Witta Pohl                   | Körnerbrot mit Kürbiskernen, Sesam, Haselnüssen, Sonnenblumenkernen und Hirsekörnern | Calamari mit Krabbenfüllung in Weißweinsauce und eine Rucolabutter sowie ein Kürbiskernbrot                          |
| 16. Febr. 1996   | Dirk Bach                    | Chili con Carne mit Hackfleisch, mexikanischen Bohnen aus verschiedenen Konserven, Würzmischungen aus der Tüte und Fertigsaucen                                                                            | Frikadellen mit Speckeinlage                                                                                         |
| 1. März 1996     | Campino & Kuddel             | Rumpsteak mit Altbiersauce auf Grundlage einer vorbereiteten Demi-glace (Grundsauce) | Quark-Soufflé mit pürierten Kirschen                                                                                 |
| 8. März 1996     | Hannelore Kohl               | Pfälzischer Saumagen | Kartäuser Klöße mit Weinschaumsauce                                                                                  |
| 15. März 1996    | Veronica Ferres              | Persisches Safran-Huhn | Feines Fischragout                                                                                                   |
| 22. März 1996    | Klaus Töpfer                 | Mohnbaben (Mohnkuchen nach schlesischem Rezept) | Provenzalisches Huhn                                                                                                 |
| 29. März 1996    | Maria Schell                 | Liptauer | Bœuf Stroganoff |
| 12. Apr. 1996    | Ulrich Kienzle & Bodo Hauser | Kalbskutteln mit Champagner | Hasenrücken mit Gin-Sahne-Sauce                                                                                      |
| 19. Apr. 1996    | Salcia Landmann              | Gefilte Fisch | Irish Stew „My way“                                                                                                  |
| 31. Mai 1996     | Dietmar Schönherr            | Ochsenschwanz-Geschmortes mit Polenta | Fenchel-Schinken-Nudelauflauf                                                                                        |
| 7. Juni 1996     | Nicole                       | Wan-Tan-Suppe | Huhn mit Spargel und Zuckerschoten                                                                                   |
| 14. Juni 1996    | Tobias Moretti               | Pappardelle alla Crudella (Nudeln mit einer Sauce aus Ricotta, Tomaten, Oliven, Knoblauch, Parmesan und frischen Kräutern) sowie Crème Caramel                                                             | Olivensauce |
| 21. Juni 1996    | Elke Sommer                  | Chicken-Stoup | Griechisches Hasen-Stifado                                                                                           |
| 28. Juni 1996    | Klausjürgen Wussow           | Gefüllte Dorade thailändisch | Gemüse im Wok und Thai-Snack aus Krabben                                                                             |
| 5. Juli 1996     | Isabel Varell                | Dip aus Frischkäse und Bruschetta mit Salat | Schellfisch in Senfsauce                                                                                             |
| 12. Juli 1996    | Pavel Kohout                 | - Vorspeise: Böhmische Knoblauchsuppe; - Hauptspeise: Linsen mit Reis, „kanadischen Rosen-Würsten“, Spiegeleier, Gewürzgurken und Zwiebeln; - Nachspeise: Rakvička (dt. „Sarg“/„Särgchen“) mit Schlagsahne | Alfred Biolek hatte ein Gericht geplant, wurde aber wegen mangelnder Sendezeit nicht mehr gemacht                    |
| 30. Aug. 1996    | Wolfgang Fierek              | Jambalaya | Albanischer Hammeltopf                                                                                               |
| 6. Sept. 1996    | Roberto Blanco               | Tagliatelle verde | Shrimps mit Ingwer im Wok                                                                                            |
| 13. Sept. 1996   | Christa Ludwig               | „Homard pour le pauvre“ – Langusten-Ragout | Omelett mit Zucchini                                                                                                 |
| 20. Sept. 1996   | Marusha                      | Grünkern-Suppe mit Tomaten und Crème fraîche | Gemüsepfanne mit Gurken, Paprikaschoten, Pfifferlingen und Tomaten                                                   |
| 27. Sept. 1996   | Michael Ballhaus             | Ossobuco (italienische Kalbshaxe) | Zabaione |
| 4. Okt. 1996     | Jutta Speidel                | Zimthuhn | Kartoffel-Brunnenkresse-Salat                                                                                        |
| 18. Okt. 1996    | Hardy Krüger jr.             | Entenbrust mit Gemüse und Nudeln | Kabeljau exotisch |
| 25. Okt. 1996    | Bettina Böttinger            | Toskanisches Wildschweingulasch | Crostini de Fegatini (gebratene Hähnchenleber)                                                                       |
| 1. Nov. 1996     | Thomas Reiter                | Saltimbocca alla Romana | Fettuccine Alfredo (Nudeln mit Butter und Parmesan-Käse)                                                             |
| 8. Nov. 1996     | Regine Hildebrandt           | Frankfurter Kranz mit Pudding-Buttercreme (mit Margarine) | Pilzsuppe mit Champignons und Pfifferlingen                                                                          |
| 15. Nov. 1996    | Ralph Morgenstern            | Bœuf bourguignon | Zucchini mit Tomaten                                                                                                 |
| 22. Nov. 1996    | Gisela Uhlen                 | Sächsische Quarkkäulchen aus Mehl, Butter, Quark und Rosinen | Pasta alla Scott |
| 29. Nov. 1996    | Heino                        | Kaiserschmarrn | Tafelspitz |
| 6. Dez. 1996     | Gwyneth Jones                | Stuffed Turkey (Gefüllter Truthahn) | Welscher Salat |
| 13. Dez. 1996    | Frank Elstner                | Gefüllte Kalbsröllchen | Wildentenbrust auf Weinsauerkraut                                                                                    |
| 20. Dez. 1996    | Emil Steinberger             | Apfelrösti | Weihnachtlicher Rehrücken                                                                                            |

### 1997
| Erstausstrahlung | Gast                                | Gericht des Gastes | Gericht von Alfred Biolek                                              |
| ---------------- | ----------------------------------- | --- | ---------------------------------------------------------------------- |
| 10. Jan. 1997    | Cornelia Froboess                   | Grusinisches Huhn mit Kräutern und Parmaschinken | Miesmuscheln im Weinsud                                                |
| 17. Jan. 1997    | Jochen Busse                        | Putensteak mit Liebstöckel | Halbierte Wachteln auf Salat                                           |
| 24. Jan. 1997    | Walter Plathe                       | Eisbein mit Sauerkraut und Erbspüree mit kross gebratenen Zwiebelringen | Kartoffel-Lauch-Suppe mit Crème fraîche und Hühnerbrühe                |
| 31. Jan. 1997    | Sabine Kaack                        | Grünkohl mit Pinkel und in Butter karamellisierte Kartoffeln | Pichelsteiner Eintopf                                                  |
| 7. Febr. 1997    | Wildecker Herzbuben                 | Steifer Reis mit Meerrettich und Rindfleisch | Wirsingauflauf                                                         |
| 14. Febr. 1997   | Christine Kaufmann & Allegra Curtis | Köstliches Gekicher und Gurkensuppe | Shrimps-Salat mit Chicorée                                             |
| 28. Febr. 1997   | Leslie Malton                       | Clam Chowder (Eintopf aus Krabbenfleisch, Mais und Kartoffeln) | Auflauf aus Hummerschwänzen mit Frühlingszwiebeln und Tomaten          |
| 7. März 1997     | Konrad Beikircher                   | Tag- und Nachtpudding a la Kaiser Franz Joseph | Nieren in Senfsauce                                                    |
| 14. März 1997    | Ingrid Biedenkopf                   | Gefüllter Karpfen (hier allerdings sind es Karpfenfilets) mit einer Farce aus püreriertem Karpfen, Rührei und Gewürzen sowie mit Paniermehl und Parmesan als Auflage; dazu eine Apfel-Zwiebel-Sauce | Artischocken mit einer Sauce aus Crème fraîche, Schalotten und Tomaten |
| 21. März 1997    | Heinz Hoenig                        | Brotsuppe | Lammkeule à la Rosana                                                  |
| 4. Apr. 1997     | Elisabeth Volkmann                  | Reibekuchen mit Quark und Grieß | Ratatouille a la Gustav Knuth                                          |
| 11. Apr. 1997    | Franz-Josef Antwerpes               | Perlhuhn mit Mirabellen | Friséesalat mit Frühlingszwiebeln und Knoblauch                        |
| 18. Apr. 1997    | Michaela May                        | Forellen-Mousse mit roter Buttersauce | Entenbrust à l’orange                                                  |
| 25. Apr. 1997    | Wolfgang Menge                      | Eisbein mit Sauerkraut in Form eines Auflaufes mit feinem Kartoffelpüree | Hühnerfleisch mit Thunfischsauce                                       |
| 23. Mai 1997     | Ingrid Steeger                      | Thailändisches Hühnchencurry | Kleine Wiener Schnitzel mit Kartoffelsalat                             |
| 13. Juni 1997    | Evelyn Hamann                       | Morchelsauce zu Spaghetti | Spaghetti alle vongole                                                 |
| 20. Juni 1997    | Michael Vesper                      | Persischer Entenreis | Calamaris mit Knoblauch, Oliven, Peperoni, Tomaten und Zwiebeln        |
| 27. Juni 1997    | Lea Linster                         | Auberginenterrine mit Paprika und Tomaten | Gebratener Thunfisch                                                   |
| 4. Juli 1997     | Hans Clarin                         | Gefüllte Rindsrouladen | Himbeerauflauf                                                         |
| 11. Juli 1997    | Marita Blüm                         | Feines Linsensüppchen | Pilzpolenta                                                            |
| 5. Sept. 1997    | Martin Armknecht                    | Champagnertorte | Lammkoteletts                                                          |
| 12. Sept. 1997   | Karin Tietze-Ludwig                 | Jakobsmuscheln und Garnelen mit Sauce Cardinal | Meerbrasse im Salzteig                                                 |
| 26. Sept. 1997   | Winfried Glatzeder                  | Knoblauchbrot | Apfelringe in Bierteig                                                 |
| 10. Okt. 1997    | Sandra Völker                       | Frikassee mit Sektcreme | Thunfisch mit Paste und Tomatensauce                                   |
| 17. Okt. 1997    | Otto Schenk                         | Pasta Asciutta Fiorentina (Spaghetti nach Florentiner Art) | Kaninchen in Estragonsauce                                             |
| 31. Okt. 1997    | Nkechi Madubuko                     | Riesengarnelen mit Gemüse auf Basmatireis | Ricotta Soufflé                                                        |
| 7. Nov. 1997     | Rolf Zacher                         | Gemüsestrudel mit Spinat | Fischfilet mit Knoblauch-Petersilien-Butter                            |
| 14. Nov. 1997    | Dagmar Koller                       | Sommersalat Chinakohl | Matjestartar und eingelegte Fetakäse                                   |
| 21. Nov. 1997    | Ralf Bauer                          | Shirin polo (Süßer Reis) | Entenbrust mit Portweinsauce                                           |
| 28. Nov. 1997    | Gunther Emmerlich                   | Thüringer Klöße | „Lungenbraten nach Mama Biolek“                                        |
| 5. Dez. 1997     | Caterina Valente                    | Belgian Beef | Sahnekraut mit gebratenem Zanderfilet                                  |
| 12. Dez. 1997    | Uschi Glas                          | Mousse au Chocolat | Rehkeule im Gemüsebeet und Böhmische Knödel                            |
| 19. Dez. 1997    | Harald Schmidt                      | Spanischer Fleischtopf | Oktopus mit Wein geschmort                                             |

### 1998
| Erstausstrahlung | Gast                       | Gericht des Gastes                                                                                    | Gericht von Alfred Biolek                                                            |
| ---------------- | -------------------------- | --- | ------------------------------------------------------------------------------------ |
| 9. Jan. 1998     | Udo Jürgens                | Rühreier mit Tomaten, Salami und Bacon                                                                | Garnelen und Feigen mit Speck                                                        |
| 16. Jan. 1998    | Heike Drechsler            | Omelett mit Gemüse und Kräutern                                                                       | Marinierte Bratheringe mit Bratkartoffeln                                            |
| 23. Jan. 1998    | Rudolf Scharping           | Provenzalischer Schmorbraten vom Lamm                                                                 | Linsencurry mit Huhn                                                                 |
| 30. Jan. 1998    | Christiane Rücker          | Indischer Gemüseeintopf mit Käse                                                                      | Spargelcremesuppe                                                                    |
| 6. Febr. 1998    | Richard Rogler             | Mascarpone mit eingelegten exotischen Früchten                                                        | Kaninchen mit Oliven und Orangen                                                     |
| 13. Febr. 1998   | Nina Hoger                 | Halbgefrorene Buttercremetorte                                                                        | Tintenfisch mit getrockneten Tomaten                                                 |
| 20. Febr. 1998   | Bill Mockridge             | Hamburger                                                                                             | Rote Grütze                                                                          |
| 27. Febr. 1998   | Dunja Rajter               | Feigenküchlein                                                                                        | Gebratene Zucchini und Auberginen mit Gemüserelish und Joghurtsauce                  |
| 6. März 1998     | Peter Gaymann              | Knoblauchhuhn                                                                                         | Geflügelleber-Creme auf Portweinsauce                                                |
| 13. März 1998    | Grit Boettcher             | Kalbslendchen mit Zitronensauce und Kresse                                                            | Schmorlamm mit Paprika                                                               |
| 20. März 1998    | Bruno Jonas                | Fedellini al salmone con pepe della macchinapepe grande (Nudeln mit einer Sauce aus Lachs und Gemüse) | Birnen in Riesling pochiert                                                          |
| 27. März 1998    | Felicia Weathers           | Roast Chicken                                                                                         | Garnelen mit Rucola                                                                  |
| 3. Apr. 1998     | Fury in the Slaughterhouse | Seezungenröllchen mit Sahne, Erdbeeren und roten Beeren                                               | Zabaione mit Portwein                                                                |
| 17. Apr. 1998    | Erika Berger               | Szegediner Gulasch                                                                                    | Penne Carbonara und Penne mit grünem Spargel                                         |
| 24. Apr. 1998    | Guildo Horn                | Nussecken                                                                                             | Huhn mit Brokkoli, im Wok                                                            |
| 22. Mai 1998     | Michael Lesch              | Marinierte Riesen-Gambas                                                                              | Tapas                                                                                |
| 29. Mai 1998     | Gaby Köster                | Spaghettini mit Limonensahnesauce                                                                     | Chili sin Carne                                                                      |
| 5. Juni 1998     | Gerd Dudenhöffer           | Russische Bierspeise                                                                                  | Flambiertes Schweinefilet mit Äpfeln                                                 |
| 19. Juni 1998    | Angelika Milster           | Scampi Jamaica mit Reis                                                                               | Entenbrust mit Sauerkirschsauce                                                      |
| 26. Juni 1998    | Silvio Francesco           | Moules au Pastis (Muscheln auf südfranzösische Art)                                                   | Hühnermedaillons mit Zuckererbsen und roter Paprika                                  |
| 3. Juli 1998     | Marianne Koch              | Limonen-Champignon-Huhn                                                                               | Fisch mit Speck aus dem Ofen                                                         |
| 10. Juli 1998    | Jochen Borchert            | Rinderfilet                                                                                           | Walnusssauce zu gedünsteten Äpfeln                                                   |
| 28. Aug. 1998    | Constanze Engelbrecht      | Tarte Tatin                                                                                           | Hähnchenbrust mit Limetten mariniert                                                 |
| 4. Sept. 1998    | Tony Marshall              | „Filetsteak Schöne Maid“                                                                              | Vanillepudding mit Sahne, Aprikosenmarmelade und Aprikosengeist sowie Löffelbiskuits |
| 11. Sept. 1998   | Lotti Krekel               | Rheinische saure Bohnen mit Kassler                                                                   | Kirschauflauf                                                                        |
| 18. Sept. 1998   | Kai Wiesinger              | „Kais Gemüsepfanne“                                                                                   | Seeteufel mit Frühlingszwiebeln                                                      |
| 25. Sept. 1998   | Maria von Welser           | Coq au Vin                                                                                            | Pasta mit getrockneten Steinpilzen und Tomaten                                       |
| 2. Okt. 1998     | Toni Schumacher            | Truthahnbrust gefüllt mit Basilikum-Minze-Taboulé                                                     | Fenchel-Orangen-Salat                                                                |
| 9. Okt. 1998     | Gila von Weitershausen     | Garnelen mit grünem Spargel                                                                           | Tagliatelle mit Radicchio und Chicorée                                               |
| 16. Okt. 1998    | Hans-Jürgen Bäumler        | Provenzalische Fischsuppe                                                                             | Zitrus-Vinaigrette                                                                   |
| 23. Okt. 1998    | Liselotte Pulver           | Gersteneintopf mit Tafelspitz                                                                         | Reispudding mit Beeren                                                               |
| 30. Okt. 1998    | Ulrike Folkerts            | Lamm-Curry mit Brokkoli                                                                               | Kürbissuppe mit Papaya                                                               |
| 6. Nov. 1998     | Hans Liberg                | Tournedos Rossini                                                                                     | Gedämpften Heilbutt mit Brunnenkresse                                                |
| 13. Nov. 1998    | Hildegard Krekel           | Butterkuchen                                                                                          | Kaninchenleber mit mariniertem Weißkraut                                             |
| 20. Nov. 1998    | Gerhart Lippert            | Kalbsleber mit Zwiebeln und Kartoffeln                                                                | Fischfilet mit gedünstetem Chicoree                                                  |
| 27. Nov. 1998    | Barbara Brecht-Schall      | Aprikosenrolle                                                                                        | Chinesisches Hühnergericht im Wok                                                    |
| 4. Dez. 1998     | René Kollo                 | Fenchelgemüse                                                                                         | „Schweinebraten – light“                                                             |
| 11. Dez. 1998    | Annemarie Wendl            | Quark-Semmel-Auflauf                                                                                  | Kaninchen in Senfsauce                                                               |
| 18. Dez. 1998    | Gaby Dohm                  | Schweinemedaillons mit Pflaumen                                                                       | Festlicher Fasan                                                                     |

### 1999
| Erstausstrahlung | Gast                  | Gericht des Gastes                                | Gericht von Alfred Biolek |
| ---------------- | --------------------- | ------------------------------------------------- | --- |
| 8. Jan. 1999     | James Last            | Gespicktes Rinderfilet mit Speck und Knoblauch    | Kartoffel-Sellerie-Püree und Orangencreme                                                                                                |
| 15. Jan. 1999    | Petra Gerster         | Provenzalisches Gemüse mit Jakobsmuscheln         | Exotische Karottensuppe |
| 22. Jan. 1999    | Bibi Johns            | Janssons Versuchung                               | Pestosauce aus Rosenwasser, Safran und Nüssen                                                                                            |
| 29. Jan. 1999    | Moritz A. Sachs       | Fajita                                            | Filetierte Brasse mit marokkanischen Zwiebeln                                                                                            |
| 5. Febr. 1999    | Margot Hielscher      | Kartoffelsuppe                                    | Grüne Gnocchi |
| 12. Febr. 1999   | Klaus Wildbolz        | Berner Käsekuchen                                 | Curry-Gemüse |
| 19. Febr. 1999   | Franziska Schenk      | Schneewittchentorte                               | Toskanische Bohnensuppe |
| 26. Febr. 1999   | Siegfried Jerusalem   | Asiatische Gemüsepfanne mit Shrimps               | Rotweinrisotto |
| 5. März 1999     | Katja Ebstein         | Tom Yam Gung                                      | Mediterraner Kartoffelsalat |
| 12. März 1999    | Johannes B. Kerner    | Wiener Schnitzel                                  | unbekannt |
| 19. März 1999    | Ursela Monn           | Ayurvedischer Zitronenreis                        | Spaghetti mit Oliven, Spinat und Orangenschale                                                                                           |
| 26. März 1999    | Uwe Hübner            | Scharfe Geflügelsuppe                             | Sizilianischer Risotto |
| 9. Apr. 1999     | Patrick Lindner       | Œufs à la neige                                   | Seeteufel mit Spinat |
| 16. Apr. 1999    | Maite Kelly           | „Buttermilk Scones“ (Scones aus Buttermilch)      | Rucola-Brunnenkresse-Salat mit Birnen und Roquefort                                                                                      |
| 23. Apr. 1999    | Pierre Sanoussi-Bliss | Soljanka mit Kasslerkamm                          | Kabeljaufilets im Senf-Ei-Mantel |
| 30. Apr. 1999    | Eva Herman            | Spaghetti mit Tomaten-Karotten-Sauce              | Indische Pilzpfanne |
| 7. Mai 1999      | Thomas Anders         | Pasta mit Lachs und Spinat                        | „Renates Grüne Sauce“ mit Eiern und grünem Spargel                                                                                       |
| 14. Mai 1999     | Ulrike Kriener        | Stampfkartoffeln mit Olivenöl und Zitrone         | Lammkoteletts mit Orangen-Thymian-Sauce                                                                                                  |
| 21. Mai 1999     | Bernhard Paul         | „Original Fiaker-Gulyas“                          | Süßer Apfel-Brot-Auflauf |
| 28. Mai 1999     | Anita Kupsch          | Leber Berliner Art                                | Mangoldsuppe und ein Dessert aus Birnen mit saurer Sahne                                                                                 |
| 4. Juni 1999     | Cherno Jobatey        | Benachin                                          | Brunnenkressesuppe |
| 11. Juni 1999    | Sandra Schwarzhaupt   | Gemüse-Wok mit Hühner-Geschnetzeltem              | Griechisches Moussaka |
| 25. Juni 1999    | Helmut Berger         | Spaghetti Vongole                                 | Lammgeschnetzeltes mit Minze und Kreuzkümmel                                                                                             |
| 2. Juli 1999     | Ulla Kock am Brink    | Spanischer Fischtopf                              | Enten-Terrine mit Balsamico-Schalotten                                                                                                   |
| 3. Sept. 1999    | Tim Fischer           | Geeiste Buttermilch-Suppe mit Krebsschwänzen      | Kleine Dill-Rösti mit rohem Lachs |
| 10. Sept. 1999   | Jasmin Tabatabai      | Persisches Reisgericht                            | Rotbarschfilet alla puttanesca |
| 17. Sept. 1999   | Enis Akisik           | Lammrücken im Auberginenmantel mit Joghurtsauce   | Kalte Tomatensuppe |
| 24. Sept. 1999   | Suzanne von Borsody   | Curry-Huhn                                        | Fenchelsuppe mit Lachs |
| 1. Okt. 1999     | Georgette Dee         | Klassischer Rinderschmorbraten                    | Graupeneintopf |
| 8. Okt. 1999     | Fettes Brot           | Falafel mit Sesamsauce                            | Orientalische Linsensuppe |
| 15. Okt. 1999    | Eva-Maria Hagen       | Schweinemedaillons mit Bananen                    | Apfelsinengratin |
| 22. Okt. 1999    | Geert Müller-Gerbes   | Bratheringe mit Bratkartoffeln                    | Toskanischer Wirsing |
| 29. Okt. 1999    | Isa Jank              | Indische Suppe mit Shrimps                        | Hasenfilet im Wirsingblatt |
| 5. Nov. 1999     | Jürgen Trittin        | Saure Linsen                                      | Marokkanischer Schwertfisch |
| 12. Nov. 1999    | Mary Roos             | Sukiyaki                                          | Zitronensoufflé mit passierten Waldbeeren                                                                                                |
| 19. Nov. 1999    | Gad Granach           | Avocado-Sauce                                     | Bierkaninchen |
| 26. Nov. 1999    | Sonja Kirchberger     | Grappakartoffeln auf Tomaten-Rucola-Gemüse        | Shrimps-Salat mit Basilikum |
| 3. Dez. 1999     | Vicky Leandros        | Griechischer Tafelspitz                           | Pasta à la greco (Penne-Nudeln mit Petersilie, Kapern, Oreganoblättchen, Peperoncino, Knoblauch, Zwiebel, Fetakäse, Oliven und Olivenöl) |
| 10. Dez. 1999    | André Rieu            | Andijviestamppot (Endivien-Kartoffel-Püree)       | Hochrippe aus dem Ofen mit Senfkruste und selbstgemachte Kräuterremouladen                                                               |
| 17. Dez. 1999    | Carolin Reiber        | Schweinskrone mit lauwarmem Kartoffel-Gurkensalat | Meringen mit Himbeersahne |

### 2000
| Erstausstrahlung | Gast                      | Gericht des Gastes                                            | Gericht von Alfred Biolek                        |
| ---------------- | ------------------------- | ------------------------------------------------------------- | ------------------------------------------------ |
| 7. Jan. 2000     | Dieter Pfaff              | Artischockengemüse                                            | Lammhaxen mit Rotwein geschmort                  |
| 14. Jan. 2000    | Liz Baffoe                | Ghanaischer Spinat mit Yam                                    | Avocado-Limettenmousse mit Zitronensorbet        |
| 28. Jan. 2000    | Fabian Harloff            | Putengeschnetzeltes auf asiatisch-mediterraner Art            | Salatcremesuppe                                  |
| 11. Febr. 2000   | Samy Orfgen               | Lammkoteletts mit Rosmarinkartoffeln                          | Fisch auf Curry-Wirsing                          |
| 18. Febr. 2000   | Gudrun Landgrebe          | „Die Sünde der Engel“                                         | Hähnchenbrust mit Lauch und Shiitakepilzen       |
| 25. Febr. 2000   | Jan Josef Liefers         | Geeiste Rote-Bete-Suppe                                       | Penne mit Tomaten und weißen Bohnen              |
| 3. März 2000     | Christine Westermann      | Letscho                                                       | Burgunder Gugelhupf                              |
| 10. März 2000    | Kai Böcking               | Fischfilet im Bananenblatt                                    | Winterlicher Salat mit Datteln                   |
| 17. März 2000    | Christine Bergmann        | Böhmischer Apfelstrudel                                       | Schweinemedaillons mit Fenchel                   |
| 24. März 2000    | Michael Mendl             | Heringssalat                                                  | Süßkartoffel-Ingwer-Suppe                        |
| 31. März 2000    | Marijke Amado             | Gado-gado und indonesischen Fried Rice mit Huhn (Nasi Goreng) | Schellfisch mit Estragonsauce                    |
| 7. Apr. 2000     | Bo Skovhus                | Waldorfsalat                                                  | Scharfes Hähnchenfilet mit Honig-Sesam-Sauce     |
| 14. Apr. 2000    | Eleonore Weisgerber       | Thunfisch-Medaillons mit Grünkernreis                         | Wein-Paprika-Suppe                               |
| 28. Apr. 2000    | Sigmar Solbach            | Orientalischer Reissalat                                      | Pesco al Forno                                   |
| 5. Mai 2000      | Minh-Khai Phan-Thi        | Reispfanne mit Gemüse und Shrimps                             | Thailändischer Kalamari-Salat                    |
| 12. Mai 2000     | Harald Krassnitzer        | Rehrücken mit Wermutsauce                                     | Gemüsepolenta                                    |
| 19. Mai 2000     | Regina Ziegler            | Dorade mit Salbeisauce                                        | Kürbis-Rucola-Salat                              |
| 26. Mai 2000     | Giovanni di Lorenzo       | Lauwarmer Oktopus-Salat mit Zucchini und Minze                | Weißbiersuppe mit Käse-Croûtons                  |
| 2. Juni 2000     | Sabine Postel             | Lachsforelle in der Folie                                     | Pochierte Lammkeule mit Grüner Sauce             |
| 9. Juni 2000     | Marco Girnth              | Huhn und Riesengarnelen mit asiatischem Gemüse                | Avocado-Birnensalat                              |
| 16. Juni 2000    | Andrea Fischer            | Penne Verdura                                                 | Kalbsleber mit Äpfeln und Salbei                 |
| 23. Juni 2000    | Götz Alsmann              | Geflügelragout „Normandie“                                    | Zwiebelsuppe mit Ziegenkäse-Croûtons             |
| 30. Juni 2000    | Tina Ruland               | „Barbados Allerlei“                                           | Gratiniertes Apfeldessert                        |
| 25. Aug. 2000    | Burkhard Driest           | Tagliatelle mit Gorgonzola-Walnuss-Sauce                      | Couscous-Salat                                   |
| 8. Sept. 2000    | Götz Otto                 | Lammkeule im Heu                                              | „Constantin-Kartoffeln“ (Kartoffeln mit Quark)   |
| 15. Sept. 2000   | Sigrid Löffler            | Bœuf Stroganoff                                               | „Podiddldatschkerln“                             |
| 29. Sept. 2000   | Inka Schneider            | Dim Sum                                                       | Ingwerparfait mit Früchtemousse                  |
| 6. Okt. 2000     | Richy Müller              | Paprikahuhn                                                   | Süßkartoffel-Carpaccio mit Garnelen              |
| 13. Okt. 2000    | Katharina Thalbach        | Gelbe Erbsensuppe mit selbst gemachtem Rinderfond             | Blunzengröstl                                    |
| 20. Okt. 2000    | Jürgen Becker             | Rheinischer Sauerbraten                                       | Grüner Spargel mit Kürbiskernöl                  |
| 27. Okt. 2000    | Heidemarie Wieczorek-Zeul | Geschmorte Auberginen                                         | Fischcarpaccio                                   |
| 3. Nov. 2000     | Li Guo Fu & Wang Zhiqin   | Gefüllte Lotuswurzelscheiben                                  | Geschmorte Beinscheiben mit getrockneten Tomaten |
| 10. Nov. 2000    | Anke Engelke              | Asiatische Kartoffelsuppe mit Kokosmilch                      | Zucchini-Pasta mit Mandeln                       |
| 17. Nov. 2000    | Heio von Stetten          | Pasta „Carlotta“                                              | Gegrillter Thunfisch mit Wasabi-Gurken-Gemüse    |
| 1. Dez. 2000     | Manon Straché             | Zanderfilet mit Gremolata                                     | Kräuterrisotto mit Langustinen                   |
| 8. Dez. 2000     | Peter Maffay              | Auberginenmousse                                              | Tomaten-Orangen-Suppe                            |
| 15. Dez. 2000    | Ann-Kathrin Kramer        | Schweinefilet in Lavendelsauce                                | Gegrillte Garnelen mit Feldsalat                 |
| 22. Dez. 2000    | Grace Bumbry              | Apple Pie (Amerikanischer Apfelkuchen)                        | Hirschkeule mit Rotkraut                         |
| 29. Dez. 2000    | Michael Schanze           | Makkaroni mit Schweinefiletspitzen                            | Paprika-Linsen-Suppe                             |

### 2001
| Erstausstrahlung | Gast                                  | Gericht des Gastes                                                           | Gericht von Alfred Biolek                                                          |
| ---------------- | ------------------------------------- | ---------------------------------------------------------------------------- | ---------------------------------------------------------------------------------- |
| 5. Jan. 2001     | Marion von Haaren                     | Käsekuchen                                                                   | Pochiertes Ei auf Fettunta (Fettunta ist eine toskanische Variante der Bruschetta) |
| 12. Jan. 2001    | Jens Lehmann                          | Münsteraner Möhrensuppe                                                      | Hähnchenbrust mit Aprikosensauce                                                   |
| 19. Jan. 2001    | Joy Fleming                           | Belgisches Knoblauchfleisch                                                  | Sauerkrautsuppe                                                                    |
| 26. Jan. 2001    | Christian Wolff                       | Gnocchi mit Pfifferlingen                                                    | Rehpfeffer                                                                         |
| 2. Feb. 2001     | Monika Peitsch                        | Huhn in Curry-Sahne-Sauce                                                    | Minestrone mit Fenchel                                                             |
| 9. Feb. 2001     | Jean Pütz                             | Mediterrane Quiche                                                           | Lauchsalat mit Rosinen                                                             |
| 16. Feb. 2001    | Barbara Wussow                        | Grenadiermarsch                                                              | Wildente mit karamellisiertem Sauerkraut                                           |
| 23. Feb. 2001    | Walter Sittler                        | Champignon-Toast                                                             | Tintenfischpfanne                                                                  |
| 2. März 2001     | Karl Ludwig Schweisfurth              | Côte de bœuf                                                                 | Geschmorte Frühlingszwiebeln und Austernpilze                                      |
| 9. März 2001     | Klaus-Peter Siegloch                  | Hamburger Pannfisch auf Wirsing                                              | Böhmische Liwanzen                                                                 |
| 16. März 2001    | Cheryl Studer                         | Gefüllte Paprika                                                             | Pasta mit Fenchel-Orangen-Sauce                                                    |
| 23. März 2001    | Till Brönner                          | Jazz-Trio „Gebackene Pellkartoffel, Kräuterquark und Tomate“                 | Pasta à la Sophia                                                                  |
| 30. März 2001    | Judy Winter                           | Lammkeule im Bratschlauch                                                    | Paprika-Kräuter-Risotto                                                            |
| 20. Apr. 2001    | Anouschka Renzi                       | Poulet Provençal                                                             | Kokos-Garnelen auf Fenchelsalat                                                    |
| 27. Apr. 2001    | Nina Petri                            | Rote-Beete-Carpaccio                                                         | Thai-Garnelen-Curry                                                                |
| 4. Mai 2001      | Gerhard Delling                       | Großer Hans                                                                  | Doraden mit Fenchel                                                                |
| 11. Mai 2001     | Heike Makatsch                        | Guinness Stew                                                                | Topinambur-Suppe                                                                   |
| 18. Mai 2001     | Kai Pflaume                           | Schichtpudding „Ewige Liebe“ (mit Kirschen, Erdbeeren, Birnen und Pfirsiche) | Entenragout zu Pasta                                                               |
| 25. Mai 2001     | Bruno Bruni & Dariusz Michalczewski   | Scampi à la Bruni (eine Garnelen-Bohnen-Tomaten-Pfanne)                      | Kürbiskern-Minz-Pesto zu Pasta                                                     |
| 8. Juni 2001     | Wibke Bruhns                          | Stubenküken in Pernod                                                        | Chinesischer Hühnchensalat mit Sternanis                                           |
| 15. Juni 2001    | Horst Janson                          | Pilzpfanne mit Estragon                                                      | Seeteufel mit Papaya-Salsa                                                         |
| 22. Juni 2001    | Antje-Katrin Kühnemann                | Tarte au Citron (Zitronentarte)                                              | Linsensalat                                                                        |
| 29. Juni 2001    | Michael Fitz                          | Rindfleischpfanne mit Oliven und Mandeln                                     | Kaninchenragout                                                                    |
| 6. Juli 2001     | Dieter Kürten                         | Matjestartar auf Rösti                                                       | Rote-Bete-Suppe                                                                    |
| 7. Sept. 2001    | Marlies Möller                        | Überbackene Sherry-Grapefruit und Früchtepanaché in Pergament-Backpapier     | Zanderfilet mit Sellerie-Weißwein-Sauce                                            |
| 21. Sept. 2001   | Thomas Fuchsberger                    | Knurrhahn mit Lauch                                                          | Kalbskoteletts „Pizzaiola“                                                         |
| 28. Sept. 2001   | Vitali Klitschko & Wladimir Klitschko | Blini                                                                        | Hühnchen-Lauch-Zwetschgen-Pfanne                                                   |
| 5. Okt. 2001     | Karin Dor                             | Brokkoli-Salat                                                               | Geschmorter Thunfisch                                                              |
| 12. Okt. 2001    | Ranga Yogeshwar                       | Uppmaa (südindisches Weichweizengries-Gericht)                               | Möhren-Ingwer-Honig-Suppe                                                          |
| 19. Okt. 2001    | Domna Adamopoulou                     | Gefüllte Zucchini                                                            | Farfalle mit Wirsing                                                               |
| 26. Okt. 2001    | Vadim Glowna                          | Kräuter-Zander mit Äpfeln und Zwiebeln                                       | Vegetarische Süßkartoffelpuffer mit Mango-Senfcreme                                |
| 2. Nov. 2001     | Sandra Maischberger                   | Mariniertes Kaninchen alla cacciatore                                        | Estragon-Pesto zu Spaghetti                                                        |
| 9. Nov. 2001     | Sasha                                 | Salzbraten                                                                   | Auberginen mit Tomaten und Minze                                                   |
| 16. Nov. 2001    | Désirée Nosbusch                      | Polenta mit Pilzen                                                           | Kartoffel-Spargel-Ravioli mit Minze                                                |
| 23. Nov. 2001    | Günther Maria Halmer                  | Seezungenfilets auf Karotten und Estragonsauce                               | Geflügelleber Constantin                                                           |
| 30. Nov. 2001    | Christiane Paul                       | Herrenkuchen                                                                 | Pasta mit Fisch und Safran                                                         |
| 7. Dez. 2001     | Heino Ferch                           | Kaninchen in Weißwein                                                        | Steinbeißer-Filet mit Rucola-Bohnen                                                |
| 14. Dez. 2001    | Annemarie Huste                       | Chicken Vinaigre, Hühnchen mit Äpfeln, Senf und Calvados                     | Crêpes mit Auberginenkompott und Kardamom                                          |

### 2002
| Erstausstrahlung | Gast                            | Gericht des Gastes                                                                               | Gericht von Alfred Biolek                                                   |
| ---------------- | ------------------------------- | ------------------------------------------------------------------------------------------------ | --------------------------------------------------------------------------- |
| 11. Jan. 2002    | Anne Will                       | Tagliolini mit Pinienkernen                                                                      | Salat vom Fisch mit warmen Gemüsen                                          |
| 18. Jan. 2002    | Ralf Möller                     | Caesar Salad                                                                                     | Himbeer-Kirsch-Ragout                                                       |
| 25. Jan. 2002    | Andrea L’Arronge                | Hühnerleber mit Paprikaschoten                                                                   | Vegetarisches Auberginencurry                                               |
| 1. Feb. 2002     | Rötger Feldmann                 | Brotsalat und Gedeque à la Brösel                                                                | Sellerie-Prosecco-Suppe                                                     |
| 22. Feb. 2002    | Kim Fisher                      | Wan-Tan mit Lachs und Ingwer                                                                     | Biskuit-Omelette mit Orangensauce                                           |
| 8. März 2002     | Meret Becker                    | Oma Mankes Hefeklöße, die mit Zucker und Zimt bestreut sowie mit Pflaumenkompott serviert werden | Gebratener Fisch mit Tomatensalsa                                           |
| 15. März 2002    | Andreas Vollenweider            | Gedämpfte, marinierte, geräucherte Gemüse                                                        | Apfel-Carpaccio                                                             |
| 22. März 2002    | Herta Däubler-Gmelin            | Maultaschen mit Kartoffelsalat                                                                   | „Chicorée Milanese“ mit Tomatensalat                                        |
| 5. Apr. 2002     | Michael Brandner                | Tagliatelle mit Wodka                                                                            | Käseknödel im Wirsingblatt mit Kresse                                       |
| 12. Apr. 2002    | Franziska van Almsick           | Mangold-Torte                                                                                    | Safran-Champignon-Sauce zu Pasta                                            |
| 19. Apr. 2002    | Smudo                           | Bubespitzle mit Vanillesauce                                                                     | Gefüllte Kohlrabi-Schnitzel mit Kartoffel-Avocado-Salat                     |
| 26. Apr. 2002    | Renate Gruber                   | Salat von Baby-Spinat mit karamellisierten Walnüssen                                             | Austernpilze in der Käse-Ei-Hülle mit Kräutersauce                          |
| 3. Mai 2002      | Björn-Hergen Schimpf            | Putenroulade mit Chutney                                                                         | Auberginen-Tatar                                                            |
| 10. Mai 2002     | Dietlinde Turban & Lorin Maazel | Lachs mit Fenchel und Mango sowie Bananenbrot                                                    | Ligurische Crostini (mit Tomatenmark und Kapern)                            |
| 17. Mai 2002     | Jörg Pilawa                     | Toskanischer Filet-Topf                                                                          | Wirsingpfannkuchen                                                          |
| 21. Juni 2002    | Paul Breitner                   | Fischfilet mit Krebs-Sauce                                                                       | Lammkoteletts mit Minz-Öl                                                   |
| 5. Juli 2002     | Patricia Kaas                   | Hühnchensalat                                                                                    | Pizza                                                                       |
| 12. Juli 2002    | Joachim Fuchsberger             | Gaisburger Marsch (Gemüsesuppe)                                                                  | Hühnchen-Saltimbocca (Hühner-Involtini mit Bratkartoffeln an Massala-Sauce) |
| 19. Juli 2002    | Tana Schanzara                  | Schlabberkappes                                                                                  | Überbackenes Gemüse                                                         |
| 26. Juli 2002    | Nino de Angelo                  | Penne mit Brokkoli                                                                               | Rote Linsensuppe mit Spinat                                                 |
| 9. Aug. 2002     | Majida El Bali                  | Marokkanische Pastete                                                                            | Pasta mit Tomaten und Ingwer                                                |
| 23. Aug. 2002    | Percy Adlon                     | Couscous mit Shrimps, Weißkohl und Zucchini                                                      | Hühnersuppe mit Fenchel und Safran                                          |
| 30. Aug. 2002    | Nova Meierhenrich               | Pasta mit Shrimps und Pinienkernen                                                               | Semifreddo mit Haselnüssen                                                  |
| 6. Sept. 2002    | Chiem van Houweninge            | Perlhuhn mit Morcheln                                                                            | Birnen-Gorgonzola-Quiche                                                    |
| 13. Sept. 2002   | Nina Ruge                       | Rotbarsch-Filets in Papier                                                                       | Kartoffel-Zucchini-Salat mit Oliven und Kapern                              |
| 20. Sept. 2002   | Hademar Bankhofer               | Kräuter-Makrele                                                                                  | Marinierte Gemüse                                                           |
| 27. Sept. 2002   | Bobby & Gerd Brederlow          | Wok-Salat                                                                                        | Spaghettini mit falschen Trüffeln                                           |
| 4. Okt. 2002     | Sybil Gräfin Schönfeldt         | Grüne Hühner nach Johann Wolfgang von Goethe                                                     | Gedämpfter Fisch auf Gemüsebett                                             |
| 11. Okt. 2002    | Alida Gundlach                  | Kartoffel-Käse-Pancerot                                                                          | Auberginen in Kokosmilch                                                    |
| 18. Okt. 2002    | Ralph Caspers                   | Käsefondue                                                                                       | Rosenkohlsuppe                                                              |
| 25. Okt. 2002    | Charlotte Roche                 | Britische Klöpse                                                                                 | Penne mit grünem Spargel und Thunfisch                                      |
| 1. Nov. 2002     | Karel Gott                      | Provencalischer Fisch mit Rosmarin-Oliven Kartoffeln                                             | Salat „Panormos“                                                            |
| 8. Nov. 2002     | Désirée Nick                    | Skateintopf                                                                                      | Mandelpudding                                                               |
| 15. Nov. 2002    | Markus Wasmeier                 | Niederbayrischer Kartoffelschmarrn                                                               | Wels in Prosciutto mit Kräuterlinsen                                        |
| 22. Nov. 2002    | Joy Denalane                    | Südafrikanischer Dumplin’ (Knödel) mit Piri-Piri-Sauce                                           | Hühnerbrust mit Oliven, Chili und Honig                                     |
| 29. Nov. 2002    | Ernst Fuchs                     | Schmalhans Reistopf                                                                              | Zanderfilet mit roter Beete aus dem Ofen                                    |
| 6. Dez. 2002     | Lena Valaitis                   | Frittata                                                                                         | Scharfe Auberginensauce zu Pasta                                            |
| 13. Dez. 2002    | Christoph Schlingensief         | Putenrollbraten aus dem Römertopf mit einer leeren Patronenhülse                                 | Spargel-Schalotten-Salat mit Honigvinaigrette                               |
| 20. Dez. 2002    | Vivi Bach                       | Dänischer Aal mit Kartoffeln in Petersiliensauce und Gurkensalat                                 | Huhn nach Großmutters Art                                                   |

### 2003
| Erstausstrahlung | Gast                     | Gericht des Gastes                                       | Gericht von Alfred Biolek               |
| ---------------- | ------------------------ | -------------------------------------------------------- | --------------------------------------- |
| 3. Jan. 2003     | Klaus Hoffmann           | Garnelen in Feta-Tomatensauce                            | Pilzsuppe mit Nüssen                    |
| 10. Jan. 2003    | Ilse Werner              | Bami Goreng                                              | Erdbeeren in Cayenne                    |
| 17. Jan. 2003    | Klaus Wowereit           | Charlotte Lorraine                                       | Lammkoteletts mit Oliven-Orangen-Butter |
| 24. Jan. 2003    | Maybrit Illner           | Spaghettini mit Zucchini und Garnelen                    | Hühnchen mit Cranberries                |
| 31. Jan. 2003    | Joe Zawinul              | Wiener Paprikahendl                                      | Weißer Bohnensalat                      |
| 7. Febr. 2003    | Martin Reinl             | Aprikosen-Käsekuchen ohne Boden                          | Hühner-Curry                            |
| 28. Febr. 2003   | David Wilms              | French Toast mit Apfel-Tomaten-Konfitüre                 | Körnerbrot                              |
| 28. März 2003    | Steffen Seibert          | Amerikanisches Kartoffelpüree mit geröstetem Knoblauch   | Marokkanische Hähnchenschenkel          |
| 4. Apr. 2003     | Anja Kling & Gerit Kling | Gefüllte Seezunge                                        | Gekochter Salat mit Erbsen              |
| 11. Apr. 2003    | Bernd Stelter            | Hähnchenkeulen mit Rotweinlinsen                         | Rigatoni mit Wildschweinsalami          |
| 2. Mai 2003      | Christine Neubauer       | Fenchelnudeln mit Krabben                                | Hühnerfilet mit Gurkenrelish            |
| 9. Mai 2003      | Sebastian Koch           | Pasta mit Lachs und Tomaten                              | Erbsensuppe mit Minze                   |
| 16. Mai 2003     | Birgit Schrowange        | Gratinierte Muscheln                                     | Rehschnitzel in Wacholdersauce          |
| 23. Mai 2003     | Amorn Surangkanjanajai   | Panierter Fisch mit Pilz-Ingwer-Sauce                    | Pilaw                                   |
| 30. Mai 2003     | Muriel Baumeister        | Buttermilch-Kartoffeln                                   | Rotkohl mit Reh                         |
| 29. Aug. 2003    | Siegfried Rauch          | Topfennockerln                                           | Lotte-Filet mit Pfeffer-Zitrus Marinade |
| 5. Sept. 2003    | Ulla Meinecke            | Rindergulasch                                            | Deftige Endivien-Suppe                  |
| 12. Sept. 2003   | Gerd Wameling            | Schweinefilet in San-Daniele-Schinken, Senf und Rosmarin | Thunfisch mit Sojasauce und Honig       |
| 26. Sept. 2003   | Rudi Cerne               | Düsseldorfer Senfrostbraten                              | Gebackener Schafskäse mit Tomatensalat  |
| 10. Okt. 2003    | Ted Herold               | Quetsch-Kartoffeln                                       | Wirsingrouladen                         |
| 17. Okt. 2003    | Harald Schmidt           | Kartoffel-Basen-Suppe                                    | Balsamico-Honig-Kaninchen               |
| 24. Okt. 2003    | Natalia Wörner           | Risotto mit Möhren und Shiitake-Pilzen                   | Thunfisch-Pizza                         |
| 7. Nov. 2003     | Susanne Uhlen            | Kräutersuppe                                             | Pfannengerührte Entenbrust              |
| 14. Nov. 2003    | Jürgen Flimm             | Umbrischer Eintopf                                       | Sticky Toffee Pudding                   |
| 21. Nov. 2003    | Barbara Becker           | Porridge                                                 | Spinatgefüllte Hähnchenbrust mit Cognac |
| 28. Nov. 2003    | Dieter Speck             | Möhren-Kartoffelgemüse mit Schweinelende                 | Suppe von dicken Bohnen mit Speck       |
| 5. Dez. 2003     | Ivan Rebroff             | Hühnerbrüstchen in Mango-Creme                           | Fisch mit Vanillebutter                 |
| 12. Dez. 2003    | Elke Heidenreich         | Graupensuppe                                             | Petersilienkuchen                       |
| 19. Dez. 2003    | Helmut Lotti             | Witlof (Chicorée mit Brie)                               | Schweinelendchen mit Blaubeersalsa      |

### 2004
| Erstausstrahlung | Gast                    | Gericht des Gastes                                   | Gericht von Alfred Biolek                      |
| ---------------- | ----------------------- | ---------------------------------------------------- | ---------------------------------------------- |
| 9. Jan. 2004     | Gabi Bauer              | Mediterrane Stampfkartoffeln                         | Hähnchenbrustfilets mit Quitten-Orangen-Sauce  |
| 16. Jan. 2004    | Thomas Fritsch          | Massaman-Curry                                       | Gorgonzola-Bohnen mit Aubergine                |
| 23. Jan. 2004    | Rosemarie Fendel        | Tarte mit Birnen                                     | Fenchel-Paprika-Ratatouille                    |
| 30. Jan. 2004    | Marco Schreyl           | Thüringer Sahneschnitzel                             | Kartoffelsuppe mit Champignons                 |
| 6. Febr. 2004    | Jenny Jürgens           | Zitronenspaghetti mit Zucchini                       | Schweinefilet mit Mangold und Paprika          |
| 13. Febr. 2004   | Ute-Henriette Ohoven    | Käsespätzle                                          | Schokoladen-Amaretto-Dessert                   |
| 27. Febr. 2004   | Maria Sebaldt           | Georgis Käseteller                                   | Thunfisch-Gulasch                              |
| 12. März 2004    | Anneke Kim Sarnau       | Obstsalat                                            | Schwertfisch mit Balsamico-Trauben-Sauce       |
| 19. März 2004    | Achim Mentzel           | Aufgestellter Karpfen                                | Geschmortes Rinderfilet                        |
| 26. März 2004    | Barbara Schöneberger    | Gemüseauflauf mit Shrimps                            | Pasta mit Thunfisch und Minze                  |
| 2. Apr. 2004     | Pater Anselm            | Schwarzbrotsuppe mit Dunkelbier                      | Glasierte Schweinekoteletts                    |
| 16. Apr. 2004    | Jessica Schwarz         | Straußensteak in Kräuterkruste                       | Vanillepudding mit Portweinsauce               |
| 23. Apr. 2004    | Hans Peter Korff        | Rotweinrouladen                                      | Zanderfilet mit Meerrettichsauce               |
| 30. Apr. 2004    | Anja Schüte             | Hühnerbrust italienisch                              | Salat „Long Island“                            |
| 7. Mai 2004      | Franziska Reichenbacher | Topfen-Palatschinken                                 | Entenkeulen mit weißen Bohnen und Äpfeln       |
| 21. Mai 2004     | Leoluca Orlando         | Sizilianische Pasta alla Leoluca                     | Marokkanischer Lammtopf                        |
| 28. Mai 2004     | Gabriele Metzger        | Grießschnitten mit Rhabarber-Kompott                 | Toskanische Bolognese                          |
| 11. Juni 2004    | Reiner Calmund          | Fisch mit Zitronenpfeffer                            | Schokoladen-Vanille-Rum-Creme                  |
| 18. Juni 2004    | Monica Lierhaus         | Pürierte Sauerkrautsuppe                             | Omelette mit Brunnenkresse und Schinken        |
| 30. Juli 2004    | Franz Rampelmann        | Asiatische Suppe                                     | Panierte Zucchinischeiben                      |
| 6. Aug. 2004     | Barbara Salesch         | Schinkenspeck mit Schmand                            | Lamm mit Rosinensauce                          |
| 13. Aug. 2004    | Tim Bergmann            | Himmel und Erde mit gebratener Blutwurst             | Spaghettini mit Sepia                          |
| 3. Sept. 2004    | Max Schautzer           | Rinderfilet mit Gemüsen aus dem Ofen                 | Sahne-Milchreis mit Beerensauce                |
| 10. Sept. 2004   | Susanne Daubner         | Loup de mer mit Orangen-Paprika-Gemüse               | Hähnchenfilet mit Fenchel und Kardamom         |
| 17. Sept. 2004   | Max Tidof               | Riesling-Huhn                                        | Tapenade zu Schwertfisch                       |
| 24. Sept. 2004   | Ulrich Pleitgen         | Zucchinikuchen                                       | Pasta mit Bohnen                               |
| 1. Okt. 2004     | Simone Thomalla         | Pastasalat mit Rucola                                | Schweinefleisch mit Orange und Kardamom        |
| 8. Okt. 2004     | Guido Knopp             | Risotto mit Schinken                                 | Frischkäse mit Pilzen und Sherry               |
| 15. Okt. 2004    | Andrea Kiewel           | Pelmenis                                             | Entenbrust mit Wurzelgemüse                    |
| 22. Okt. 2004    | Wolfgang Niedecken      | Fisch mit Fenchelgemüse und Honig                    | Gebratene Gemüse mit Limettenbutter            |
| 29. Okt. 2004    | Ireen Sheer             | Hähnchen in Curry-Zwiebelsauce mit Raita             | Pistazienkuchen                                |
| 5. Nov. 2004     | Jan Fedder              | Vatertags-Eiersalat                                  | Gebackener Feta mit Linsen                     |
| 12. Nov. 2004    | Dagmar Schipanski       | Fischauflauf mit Kartoffeln und Spinat               | Bulgur mit Hühnchen und Avocado                |
| 19. Nov. 2004    | Francis Fulton-Smith    | Saibling mit Kräuterkruste und Wirsing-Birnen-Gemüse | Quarkcreme mit geeister Himbeersauce           |
| 26. Nov. 2004    | Günther Schramm         | Brotfladen                                           | Hähnchenschenkel mit Sherry-Morchel-Sauce      |
| 3. Dez. 2004     | Jürgen Heinrich         | Garnelen mit Gurken und Koriander                    | Rote-Bete-Risotto                              |
| 10. Dez. 2004    | Bärbel Schäfer          | Nepalcurry mit Huhn                                  | Entenbrust mit Fenchel-Orangen-Gemüse          |
| 17. Dez. 2004    | Gitte Hænning           | Lammkoteletts mit Quitten-Gelee-Glasur               | Thunfisch-Carpaccio mit Zitrus-Ingwer-Dressing |

### 2005
| Erstausstrahlung | Gast                            | Gericht des Gastes                                         | Gericht von Alfred Biolek                       |
| ---------------- | ------------------------------- | ---------------------------------------------------------- | ----------------------------------------------- |
| 7. Jan. 2005     | Maximilian Schell               | Polentakuchen                                              | Steinpilz-Risotto                               |
| 14. Jan. 2005    | Birgit Fischer                  | Birne Helene                                               | Weiße Bohnen mit Kabeljau                       |
| 21. Jan. 2005    | Sydne Rome                      | Linguine mit Bauchspeck und Thymian                        | Saltimbocca vom Seeteufel                       |
| 28. Jan. 2005    | Hans W. Geißendörfer            | Fränkische Linsensuppe                                     | Pasta mit rohem Thunfisch und Kapern            |
| 4. Febr. 2005    | Susanne Fröhlich                | Hähnchenkeulen im Backofen                                 | Linsen-Tomaten-Suppe mit Pasta                  |
| 25. Febr. 2005   | Katrin Sass                     | Kartoffelpuffer                                            | Hühnchen mit Senf und Trauben                   |
| 11. März 2005    | Erol Sander                     | Chicken Tandoori                                           | Wildragout zu Pasta                             |
| 18. März 2005    | Jeannine Burch                  | Schweizer Nusshüfeli                                       | Fisch mit Safran-Fenchel                        |
| 25. März 2005    | James Last (Die Gegeneinladung) | Wolfsbarsch mit Kakao, Kartoffelpüree und Sahne-Sauerkraut | Wassermelonen-Tomatensuppe                      |
| 1. Apr 2005      | Horst Krause                    | Brotaufstrich mit Makrele                                  | Wildschweinkeule in saurer Sahne                |
| 8. Apr. 2005     | Anna Thalbach                   | Englisches Frühstück mit Baked Beans                       | Fischfilet mit Rote-Beete-Sauce                 |
| 15. Apr. 2005    | Jo Brauner                      | Seelachsröllchen in pikanter Sauce                         | Maronen-Schoko-Dessert                          |
| 22. Apr 2005     | Alexa Iwan                      | Gefüllte Pfannkuchen mit Pute und Spinat                   | Maissuppe                                       |
| 29. Apr. 2005    | Charles M. Huber                | Huhn bayrisch-senegalesisch                                | gebackene Tomaten und Zucchini zu Lammkoteletts |
| 6. Mai 2005      | Etta Scollo                     | Pasta mit frischem Tintenfisch                             | Millirahmstrudel                                |
| 13. Mai 2005     | Ingo Naujoks                    | Vampir-Kartoffelsalat                                      | Witzigmanns Frikadellen                         |
| 20. Mai 2005     | Shimon Stein                    | Auberginen mit Ziegenkäse und Oliven                       | Pasta mit frischen Kräutern                     |
| 27. Mai 2005     | Sunnyi Melles                   | Ribiselkuchen                                              | Salat von weißen Bohnen mit Räucherforelle      |
| 3. Juni 2005     | Thomas Rühmann                  | Toskanischen Fischeintopf                                  | Penne mit Radicchio und Pancetta                |
| 10. Juni 2005    | Renate Holm                     | Ente mit Äpfeln und Ingwer                                 | Kalte Senfgurkensuppe                           |
| 17. Juni 2005    | Jörg Thadeusz                   | Mangold-Auflauf                                            | Hähnchenbrustsalat mit Grapefruit und Minze     |
| 24. Juni 2005    | Andrea Sawatzki                 | Rinderfilet mit Senf und Sahne                             | Tomatentarte                                    |
| 1. Juli 2005     | Dirk Bach                       | Pizza mit Birne und Gorgonzola                             | Olivengnocchi                                   |
| 2. Sept. 2005    | Alexander Wussow                | Erdäpfelgulasch                                            | Saftiger Orangenkuchen                          |
| 9. Sept. 2005    | Stefan Jürgens                  | Kaninchen a la Isolina                                     | Seelachs mit Bacon und Estragon                 |
| 16. Sept. 2005   | Marika Kilius                   | Farfalle mit Schafskäse                                    | Auberginen-Röllchen                             |
| 24. Sept. 2005   | Manuel Andrack                  | Andrack-Pizza                                              | Hühnchenbrust mit Orange                        |
| 1. Okt. 2005     | Anna Loos                       | Sommersalat mit Lammfilets                                 | Pasta mit Tomaten und Crème fraîche             |
| 8. Okt. 2005     | Michael Antwerpes               | Schweinelendchen mit Backpflaumen                          | Petersilienwurzelsuppe                          |
| 15. Okt. 2005    | Sophie Schütt                   | Paprikasuppe mit Gambas und Avocado                        | Hackbällchen mit Zitrone und Anchovis           |
| 29. Okt. 2005    | Stefanie Hertel & Stefan Mross  | Vogtländer Pilzeintopf „Schwammespalten“ und Schneebälle   | Orangen-Dattel-Salat mit Parmesan               |
| 5. Nov. 2005     | Tayfun Bademsoy                 | Gefüllte Weißkohlblätter                                   | Spaghetti mit Thunfisch und Anchovis            |
| 12. Nov. 2005    | Henriette Richter-Röhl          | Gemischter Blattsalat mit Früchten, Nüssen und Shrimps     | Caponata (italienisches Auberginengemüse)       |
| 26. Nov. 2005    | Alexander Mazza                 | Lammcurry mit Ananas                                       | Beeren-Dessert                                  |
| 10. Dez. 2005    | Heidelinde Weis                 | Villacher Kirchtagssuppe                                   | Hasenrückenfilet mit Pflaumensauce              |
| 31. Dez. 2005    | Horst Naumann                   | Geschmortes Gurkengemüse                                   | Fischfilet mit Stampfkartoffeln und Kapern      |

### 2006
| Erstausstrahlung | Gast                                                         | Gericht des Gastes                                        | Gericht von Alfred Biolek                        |
| ---------------- | ------------------------------------------------------------ | --------------------------------------------------------- | ------------------------------------------------ |
| 1. Jan. 2006     | Rosi Mittermaier & Christian Neureuther (Die Gegeneinladung) | unbekannt                                                 | unbekannt                                        |
| 14. Jan. 2006    | Jens Riewa                                                   | Kürbissuppe mit Kokosmilch                                | Kaninchenkeulen in Cidre und Calvados            |
| 11. Febr. 2006   | Katharina Wackernagel                                        | Karotten-Ananas-Sellerie-Salat                            | Lammkoteletts mit Minze                          |
| 18. Febr. 2006   | Henning Krautmacher                                          | Austernpilzsuppe                                          | Hähnchenbrustfilets mit Pilzfüllung              |
| 4. März 2006     | Diana Körner                                                 | Hähnchen-Tagine mit eingelegten Zitronen und Artischocken | Thai-Salat mit Rindfleisch                       |
| 18. März 2006    | Claudia Jung                                                 | Himbeer-Tiramisu                                          | Indonesisches Fisch-Curry                        |
| 25. März 2006    | Udo Kier                                                     | Spaghetti mit Kokosmilch, Zitronengras und Garnelen       | Thunfisch in Sesamkruste                         |
| 1. Apr. 2006     | Sybille Waury                                                | Asiatisches Hähnchenbrustfilet mit zwei Saucen            | Mediterranes Olivenbrot                          |
| 15. Apr. 2006    | Rainhard Fendrich                                            | Mit Fisch gefüllte Zucchini                               | Melonensalat mit Orangenvinaigrette und Schinken |
| 22. Apr. 2006    | Sibel Kekilli                                                | Gefüllte Auberginen (Karniyarik)                          | Hähnchenbrust mit Pistaziensauce                 |
| 6. Mai 2006      | Joachim Król                                                 | Risotto mit Chicorée                                      | Überbackenes Schweinekotelett mit Ziegenkäse     |
| 13. Mai 2006     | Sarah Wiener                                                 | Wiener Saftgulasch                                        | Schwäbischer Käsekuchen                          |
| 27. Mai 2006     | Christian Berkel                                             | Geschmorte Kalbsleber                                     | Salade niçoise mit frischem Thunfisch            |
| 3. Juni 2006     | Christian Ude & Edith von Welser-Ude                         | Rosa gebratene Lammkeule und griechischer Bauernsalat     | Marokkanisches Zucchinigemüse                    |
| 1. Juli 2006     | Christoph Biemann                                            | Acqua pazza mit Hähnchenschenkeln                         | Wildragout mit Feigen                            |
| 22. Juli 2006    | Sven Lorig                                                   | Döppekuchen                                               | Pasta mit Salami und Pilzen                      |
| 29. Juli 2006    | Rosel Zech                                                   | Penne mit roten Linsen und Ziegenkäse                     | Salat von Gemüse aus dem Ofen                    |
| 12. Aug. 2006    | Bernhard Brink                                               | Kalbsgeschnetzeltes aus dem Römertopf                     | Pastinaken-Curry-Suppe                           |
| 19. Aug. 2006    | Christine Schäfer                                            | Roter Heringssalat                                        | Wildfilet mit Blaubeersauce                      |
| 26. Aug. 2006    | Jan-Gregor Kremp                                             | Kalbs-Involtini                                           | Forellen-Carpaccio mit Fenchel                   |
| 2. Sept. 2006    | Daniela Ziegler                                              | Zitronenhühnchen                                          | Pasta mit Leberragout                            |
| 9. Sept. 2006    | Jan Hofer                                                    | Geschmorter Schweinebraten mit Kruste                     | Beeren-Quark-Dessert                             |
| 23. Sept. 2006   | Heikko Deutschmann                                           | Schinkenterrine                                           | Topinambur-Salat mit Brunnenkresse               |
| 30. Sept. 2006   | Claudia Kleinert                                             | Thunfisch mit Kürbiskernpaste                             | Spinat-Lamm-Curry                                |
| 7. Okt. 2006     | Andreas Hoppe                                                | Hühnerkeulen mit Kartoffeln, Zwiebeln und Apfel           | Bratwurst mit Bohnen und Rotwein                 |
| 14. Okt. 2006    | Franziska Petri                                              | Geschmorter Hirschrücken                                  | Kartoffeln-Kräuter-Pfanne                        |
| 21. Okt. 2006    | Petra Roth                                                   | Labskaus                                                  | Warmer Walnuss-Linsen-Spinat-Salat zu Fisch      |
| 28. Okt. 2006    | Cosma Shiva Hagen                                            | Thai-Curry mit Süßkartoffeln und Fisch                    | Salat aus Mango und Sepia                        |
| 4. Nov. 2006     | Tom Buhrow                                                   | Hamburger                                                 | Garnelen mit asiatischer Sesam-Honig-Sauce       |
| 11. Nov. 2006    | Ingrid Noll                                                  | Rindergulasch in Rotweinzwiebeln                          | Walnuss-Kapern-Pesto auf Pasta                   |
| 18. Nov. 2006    | Wayne Carpendale                                             | Scharfe Garnelen mit Wok-Gemüse                           | Mangro-Creme-Nocken                              |
| 25. Nov. 2006    | Renate Künast                                                | Grünes Hähnchencurry                                      | Süßkartoffel-Salat                               |
| 16. Dez. 2006    | Thomas Gottschalk                                            | Lauch-Schinken-Gratin                                     | Wurstsalat                                       |
| 23. Dez. 2006    | Eva Luise Köhler                                             | Königsberger Klopse                                       | Karotten-Orangen-Ingwer-Salat                    |
| 30. Dez. 2006    | Nana Mouskouri                                               | Keftedes (griechische Hackbällchen)                       | Melonen-Feta-Salat                               |

### 2007
| Erstausstrahlung | Gast             | Gericht des Gastes              | Gericht von Alfred Biolek                          |
| ---------------- | ---------------- | ------------------------------- | -------------------------------------------------- |
| 6. Jan. 2007     | Anke Engelke     | New-York-Cologne-Cheesecake     | Lamm mit Honig                                     |
| 20. Jan. 2007    | Gert Scobel      | Hühnchen Kung Pao               | Thunfisch mit einer süßsauren italienischen Sauce  |
| 3. Febr. 2007    | Gedeon Burkhard  | Gemüsetopf mit Rinderfilet      | Schinken und Chorizo mit Trauben-Rosmarin Dressing |
| 17. Febr. 2007   | Thomas Quasthoff | Porree-Suppe mit Kreuzkümmel    | Fenchelsamen-Petersilien-Sauce zu Fisch            |
| 3. März 2007     | Till Brönner     | Lammkoteletts alla Gino         | Feldsalat mit Kürbis                               |
| 24. März 2007    | Loni von Friedl  | Dorsch auf Sauerkraut           | Pasta mit grünem Gemüse                            |
| 31. März 2007    | Ellen Schwiers   | Pilzsuppe                       | Mandel-Orangen-Sauce zu Huhn                       |
| 7. Apr. 2007     | Nina Hoss        | Norddeutsche Buttermilchsuppe   | Mariniertes Kaninchen mit Salbei                   |
| 28. Apr. 2007    | Alice Schwarzer  | Austern mit Avocado-Mango-Salat | Bohnen-Feta-Topf                                   |

## Bücher
- 1994: Alfred Biolek – Meine Rezepte (München: Zabert Sandmann, 159 Seiten, zahlr. Ill., ISBN 3-924678-71-5).
- 1997: Alfred Biolek – Die Rezepte meiner Gäste (München: Zabert-Sandmann, 143 Seiten, zahlr. Ill., ISBN 3-932023-00-5).
- 1999: Alfred Biolek – Meine neuen Rezepte und Wein, wie ich ihn mag (München: Zabert-Sandmann, 151 Seiten, zahlr. Ill., ISBN 3-932023-42-0).
- 2005: Alfred Biolek – Neue Rezepte (Tre Torri Verlag, 159 Seiten, zahlr. Ill., ISBN 3-937963-16-2).

## DVDs
Ausgewählte Episoden wurden im Jahr 2009 auf DVD veröffentlicht. Dabei wurden jeweils 14 Episoden unter einem gemeinsamen Motto auf zwei DVDs und mit einem begleitenden Buch veröffentlicht. Alle Pakete wurden von Senator Home Entertainment im Vertrieb von Universum Film verlegt.
- Alfredissimo! – Grandes Dames

(Episoden: Regine Hildebrandt, Elisabeth Volkmann, Grace Bumbry, Gwyneth Jones, Liselotte Pulver, Regina Ziegler, Annemarie Wendl, Joy Fleming, Erika Berger, Gisela Uhlen, Georgette Dee, Heike Drechsler, Maria Schell, Hannelore Kohl)
- Alfredissimo! – Kino, Kino

(Episoden: Heike Makatsch, Margot Hielscher, Götz Otto, Gudrun Landgrebe, Percy Adlon, Sonja Kirchberger, Vadim Glowna, Michael Ballhaus, Leslie Malton, Winfried Glatzeder, Elke Sommer, Kai Wiesinger, Karin Dor, Michael Mendl)
- Alfredissimo! – Küchentalk

(Episoden: Jörg Pilawa, Alida Gundlach, Dietmar Schönherr, Christine Westermann, Désirée Nosbusch, Nina Ruge, Maria von Welser, Barbara Schöneberger, Giovanni di Lorenzo, Sandra Maischberger, Wolfgang Menge, Bettina Böttinger, Petra Gerster, Geert Müller-Gerbes)
- Alfredissimo! – Musik liegt in der Luft

(Episoden: Fettes Brot, Katja Ebstein, Bibi Johns, René Kollo, Peter Maffay, Sandra Schwarzhaupt, Heino, Mary Roos, Smudo, James Last, Andre Rieu, Christa Ludwig, Isabel Varell, Felicia Weathers)
- Alfredissimo! – Politrunde

(Episoden: Anne Will, Rainer Brüderle, Pavel Kohout, Andrea Fischer, Franz-Josef Antwerpes, Ingrid Biedenkopf, Klaus Töpfer, Heidemarie Wieczorek-Zeul, Klaus-Peter Siegloch, Michael Vesper, Christine Bergmann, Jochen Borchert, Rudolf Scharping, Marita Blüm)
- Alfredissimo! – That’s Entertainment

(Episoden: Rolf Zacher, Guildo Horn, Helmut Berger, Katharina Thalbach, Jochen Busse; Ralph Morgenstern, Konrad Beikircher, Emil Steinberger, Anke Engelke, Grit Boettcher, Bruno Jonas, Harald Schmidt, Tana Schanzara, Gerd Dudenhöffer)